# Park Do-Hun
Park Do-Hun, južnokorejski rokometaš, * 20. marec 1964.
Leta 1988 je na poletnih olimpijskih igrah v Seulu v sestavi južnokorejske rokometne reprezentance osvojil srebrno olimpijsko medaljo. Čez štiri leta je osvojil šesto mesto.